# Zonguldak (prowincja)
Prowincja Zonguldak (tur. Zonguldak ili) – jednostka administracyjna w północno-zachodniej Turcji, położona nad Morzem Czarnym, na pograniczu starożytnych krain Bitynii i Paflagonii.

## Dystrykty

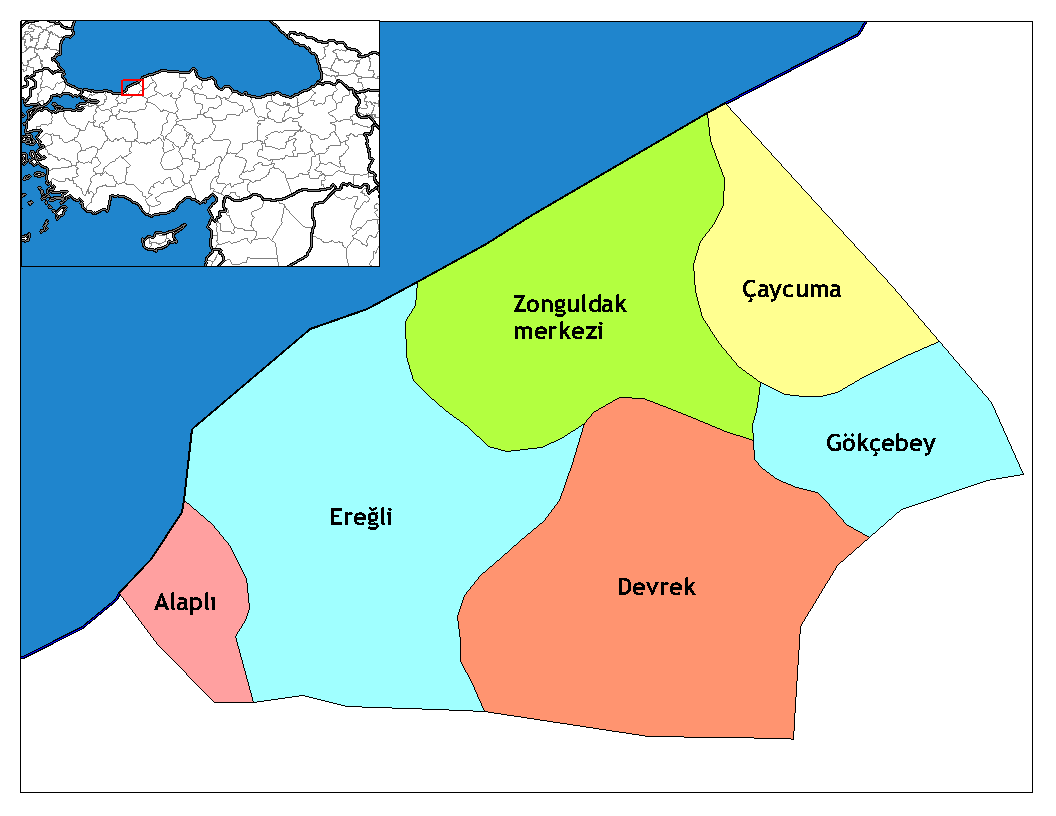
Dystrykty w prowincji Zonguldak

Prowincja Zonguldak dzieli się na sześć dystryktów:
- Alaplı
- Çaycuma
- Devrek
- Karadeniz Ereğli
- Gökçebey
- Zonguldak